# Hieracium angermannicum
Hieracium angermannicum es una especie de planta con flor del género Hieracium, de la familia Asteraceae, orden Asterales.

## Distribución
Hieracium angermannicum se distribuye por Suecia.

## Taxonomía
Fue descrita científicamente por Dahlst. ex Johanss. Fue publicada en Ark. Bot. 6(18): 30 (1907).